# Улуковська сільська рада
Улуковська сільрада (біл. Улукаўскі сельсавет) — адміністративна одиниця на території Гомельського району Гомельської області Білорусі.

## Склад
Улуковська сільська рада охоплює 14 населених пунктів:
- Березки — село;
- Будатин — селище;
- Головинці — село;
- Ярохове — селище;
- Заляддя — селище;
- Стяг Праці — селище;
- Ільїч — селище;
- Іпуть — селище;
- Медвежий Лог — селище;
- Перемога — селище;
- Приозерне — селище;
- Романовичі — село;
- Улуков'я — агромістечко, центр сільради;
- Юбілейний — селище.